# Vojak
Vojak is een berg in het Učka-gebergte in Kroatië en ligt in het Natuurpark Učka. De berg is 1386 meter hoog, met de toren die er op staat 1400 meter, en is daarmee de hoogste top van de Učka. De berg torent hoog boven de Kvarner-baai en de plaatsen Opatija en Lovran uit. Op de top is een informatiekantoortje met souvenirs en een stempel, bereikbaar langs de weg of door het bos.
De met, in de winter, sneeuw bedekte top van de berg is vanaf een groot deel van Istrië goed zichtbaar en speelt een belangrijke rol in de Istrische folklore. 